# فرودگاه سینینگ کائوجیابو
فرودگاه سینینگ کائوجیابو  (به انگلیسی: Xining Caojiabao Airport) یک فرودگاه با کد یاتا XNN است که یک باند فرود بله دارد و طول باند آن آسفالت متر است. این فرودگاه در کشور چین قرار دارد و در ارتفاع ۲۱۷۰ متری از سطح دریا واقع شده‌است.

## شرکت‌های هواپیمایی و مقصدهای پروازی

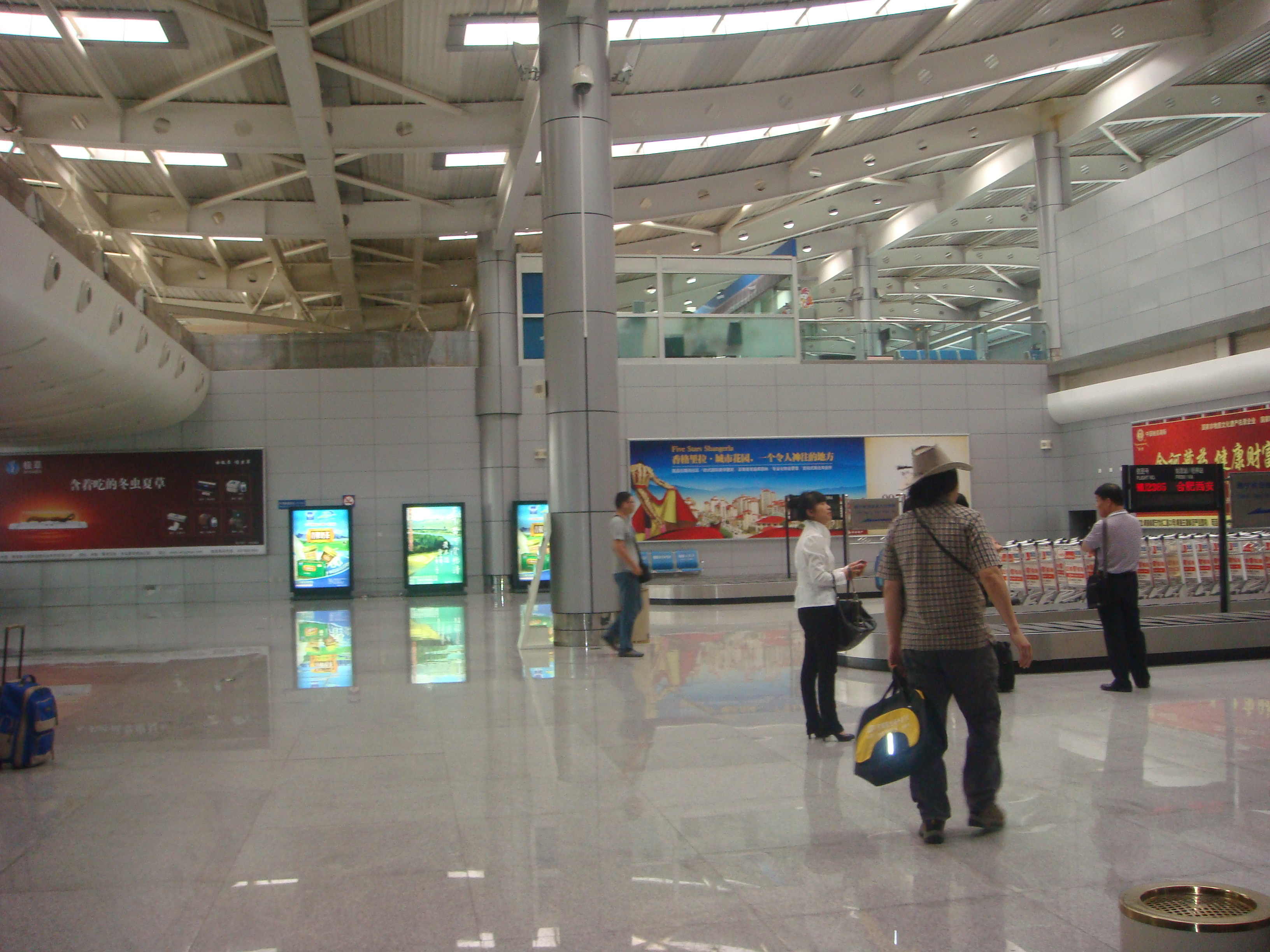
Arrivals Area

| شرکت‌های هواپیمایی      | مقصدهای پروازی | Terminal |
| ---------------------- | --- | -------- |
| ایر چاینا              | پکن، چنگدو شوانگلیو، تیانجین بینهای | D        |
| هواپیمایی شرقی چین     | پکن، چنگدو شوانگلیو، دالیان ژووشویزی، دلینگها، دون‌هوانگ، گولمود، Golog، گایلین لیانگ‌جیانگ، لانگ‌دونگ‌بائو گوئی‌یانگ، هانگجو ژیاشان، هفئی ژینگیاو، هاتوگو, کونمینگ چانگشوی، نانچانگ چانگبی، نانجینگ لوکو، نینگبو لیشه، اوردوس ایجین هورو، کینگدائو لیوتینگ، سانیا فونیکس، شانگهای هونگچیائو، شانگهای پودنگ، جییانگوشان، ووسو تائی‌یوان، شی‌آن شیان‌یانگ، زیامن گائوچی، یوشو باتنگ، ژنگژو سین‌ژنگ, | D        |
| هواپیمایی شرقی چین     | سووارنابومی، هنگ کنگ | I        |
| هواپیمایی جنوبی چین    | پکن، چانگشا هوانگهوا، بایون گوآنگجو، لانگ‌دونگ‌بائو گوئی‌یانگ، هانگجو ژیاشان، شنژن بن، اورومچی دیووپو، شی‌آن شیان‌یانگ، زوهای سانزاهو | D        |
| چونگ‌کینگ ایرلاینز      | چنگچینگ ییانگبی، ونچو یونگچیانگ, | D        |
| China Express Airlines | دالیان ژووشویزی، هوهوت بایتا، Yulin | D        |
| هاینان ایرلاینز        | پکن، نانجینگ لوکو، شنژن بن، شی‌آن شیان‌یانگ, | D        |
| جونیائو ایرلاینز       | شانگهای پودنگ، شی‌آن شیان‌یانگ، ژنگژو سین‌ژنگ, | D        |
| Loong Air              | هانگجو ژیاشان, | D        |
| اوکی ایرویز            | چانگشا هوانگهوا، اورومچی دیووپو | D        |
| شاندونگ ایرلاینز       | کینگدائو لیوتینگ، جینان یاکیانگ، شی‌آن شیان‌یانگ، یینچوان هیدونگ | D        |
| شنژن ایرلاینز          | بایون گوآنگجو، نانجینگ لوکو، شنژن بن، شنینگ تخین، ووهان تیانهه، شی‌آن شیان‌یانگ, | D        |
| سیچوان ایرلاینز        | چنگدو شوانگلیو، چنگچینگ ییانگبی، هانگجو ژیاشان، لهاسا گونگار، Mianyang، سانیا فونیکس, شی‌آن شیان‌یانگ | D        |
| تبت ایرلاینز           | پکن، چنگدو شوانگلیو، لهاسا گونگار، نانجینگ لوکو | D        |
| ژیامن ایرلاینز         | فوژو چنگل، هانگجو ژیاشان، ووهان تیانهه, شی‌آن شیان‌یانگ، زیامن گائوچی | D        |